# Rome Hoofdstad
De  Città Metropolitana di Roma Capitale (Italiaans voor "metropolitane stad Rome Hoofdstad") is als metropolitane stad een Italiaanse  bestuurslaag ingesteld door de Wet 142/1990 op de hervorming van de lokale overheidsorganen, in werking getreden op 1 januari 2015. De entiteit bestaat uit Rome met omliggende gemeenten en is de rechtsopvolger van de bestaande provincie. Aan het eind van 2014 heeft de Metropolitane Raad zijn nieuwe statuut vastgesteld. De metropolitane stad is een van de vijf entiteiten van de Italiaanse regio Lazio. Hoofdstad is de stad Rome. De officiële afkorting is RM.
Van de 5351 km² aan oppervlakte wordt ruim een kwart ingenomen door de agglomeratie van Rome. De metropolitane stad telt ongeveer 4,1 miljoen inwoners. Hoewel het gebied rondom de hoofdstad van Italië een grotendeels stedelijk karakter heeft, is ook de landbouw goed ontwikkeld. Wijn en olie zijn in deze sector de voornaamste producten.
Landschappelijk is het gebied heuvelachtig en er zijn meerdere meren van vulkanische oorsprong. Het grootste hiervan is het Meer van Bracciano. Daarnaast ligt het gebied aan de Tyrreense Zeekust. In het landschap zijn op vele plekken herinneringen aan het Romeinse Rijk te vinden. De Tiber is de voornaamste rivier.
De metropolitane stad grenst aan de provincies Latina, Frosinone, L'Aquila, Rieti en Viterbo. Daarnaast ligt de soevereine staat Vaticaanstad als een enclave in het gebied.
Hoewel de officiële afkorting voor de provincie RM is, werd deze afkorting niet gebruikt voor de kentekenplaten. Roma werd daarop voluit geschreven, in hoofdletters, met de laatste drie letters verkleind. Tegenwoordig is dit niet meer in gebruik.

## Belangrijke plaatsen
- Civitavecchia, een belangrijke havenplaats voor o.a. passagiers richting Sardinië
- Tivoli
- Lido di Ostia, de Romeinse badplaats
- Velletri
- Bracciano.
- Rome (stad)